# 日本食研ホールディングス
日本食研ホールディングス株式会社（にほんしょっけんホールディングス、Nihon Shokken Holdings Co., Ltd.）は、調味料の製造や販売等をしている企業である。「にほんしょくけん」は誤表記。企業キャッチフレーズは「味の作曲家♪」。
2009年10月1日に持株会社に移行、（旧）日本食研株式会社から日本食研ホールディングス株式会社に社名変更。同時に会社分割により事業会社として営業部門である（新）日本食研株式会社、製造部門である日本食研製造株式会社を設立。開発部門、事務管理部門の業務は日本食研ホールディングスが担当する為、純粋持株会社ではなく事業持株会社である。
愛媛県今治市と千葉県印旛郡栄町に本社を置く（登記上の本店は愛媛県今治市）。

## 概要
- 業務用のたれの出荷量では国内シェア約50%でトップの売上を誇り、焼肉店のみならず、牛丼、カツ丼、居酒屋チェーンなど、飲食店の味を支えている。年間約6,800種類のブレンド調味料を生産し、加工食品や資材などを加えると約10,000種類になる。また、から揚げ粉のシェアでも他を寄せ付けない圧倒的な強さを誇る。
- 家庭用では食肉・鮮魚・青果の売り場に製品を置くことが多く、競合するメーカーとしてはモランボンやダイショーなどが挙げられる。焼肉などのツケダレやタン塩に添えられるレモン汁等といった商品にも使われていることが多い。『晩餐館』シリーズは殆どのスーパー精肉売場で置かれている。
- 調味料やハム・ソーセージなどの製造・販売等の事業を行っている。
- 『晩餐館』シリーズのCMでは、エプロンをした牛のキャラクター・バンコが出演し、その毒舌（『焼肉焼いても家焼くな』）も相まって強烈な印象を残したことで知られている[2]。
- 海外進出も盛んであり2006年に米国ニッポン食研株式会社、2007年に蘇州食研食品有限公司、2008年に台湾食研食品股份有限公司、2016年に食研食品（中国）有限公司、2022年にはタイ日本食研株式会社を設立し、現在は2025年1月の稼働を目指してた王国に工場を建設している。
- ウィーンのベルヴェデーレ宮殿をモチーフとしたKO宮殿工場、同じくウィーンのシェーンブルン宮殿をモチーフとしたシェーンブルン宮殿工場、本社の世界食文化博物館は今治の観光名所となっている。

## 沿革
- 1971年10月 - 大沢一彦現会長ら6名で、香川県高松市にて畜産加工研究所として創業[3]。
- 1972年11月 - 本社工場新設、愛媛県今治市に移転。
- 1973年2月13日 - 株式会社畜産加工研究所設立。社長:大沢一彦
- 1975年2月 - 日本食研株式会社に商号変更。
- 1979年3月 - 今治本社事務所新設。
- 1981年4月 - 今治工場を新設。
- 1984年9月 - 愛媛新本社社屋及び研究所・工場完成、移転
- 1986年
  - 2月 - 初の海外拠点として台北支店開設。
  - 9月 - 有限会社ケーオー事務所（現:株式会社ケーオー事務所）を設立。
- 1987年7月 - 有限会社ケーオー不動産（現:日本食研不動産株式会社）を設立。
- 1988年
  - 1月 - 愛媛新工場完成、稼動。
  - 3月 - ケーオー産業株式会社を設立。
- 1989年6月 - 「晩餐館焼肉のたれ」販売開始。
- 1991年10月 - ケーオーホテル開業。
- 1992年4月 - 千葉本社工場稼動。
- 1995年
  - 4月 - 全都道府県に営業所配置が完了。
  - 9月 - 千葉新工場完成。
- 1998年
  - 5月 - ケーオーホーム株式会社を設立。
  - 10月 - 食品研究工場・ハム研究工場が今治市の富田新港に完成。
- 2001年10月 - 愛媛本社社屋完成。
- 2002年
  - 1月 - 「世界食文化博物館」「日本食研歴史館・商品展示館」オープン。
  - 2月 - 「バランスデイトウォーター＋O2（プラスオーツー）」約40万本を自主回収
- 2003年7月 - ケーオーアップ株式会社をグループ会社化。
- 2006年
  - 9月 - 初の海外現地法人Nippon Shokken U.S.A. lnc.（米国ニッポン食研株式会社）を設立。
  - 10月 - 創業35周年を記念してKO宮殿工場落成。建築費用は約80億円。
- 2007年1月 - 蘇州食研食品有限公司を設立。
- 2008年
  - 1月 - 日本食研アセット株式会社を設立。
  - 4月 - 台灣食研食品股份有限公司を設立。
  - 10月 - 中国初の生産拠点となる蘇州食研食品有限公司の本社工場が操業開始。
- 2009年10月 - 持株会社に移行、日本食研ホールディングス株式会社に商号変更。グループ名称も「日本食研グループ」に改称されている。また営業部門を分割し日本食研株式会社、製造部門を分割し日本食研製造株式会社を設立。
- 2010年10月 - 日本食研スマイルパートナーズ株式会社を設立[4]。
- 2011年5月 - 日本食研スマイルパートナーズ株式会社が日本食研ホールディングス株式会社の特例子会社の認定を受ける[4]。
- 2013年
  - 1月 - 千葉粉体工場が完成。
  - 7月 - 米国初の生産拠点となる米国ニッポン食研株式会社の本社工場が操業開始[5]。
- 2016年6月 - 食研食品(中国)有限公司設立。
- 2018年10月 - 中国2カ所目の生産拠点となる食研食品（中国）有限公司の本社工場が操業開始。
- 2020年
  - 5月 - 台湾初の生産拠点となる台湾食研食品股份有限公司の本社工場が操業開始。
  - 6月 - 今治市のシェーンブルン宮殿工場稼働開始。建設費用は約250億円[6]。
- 2020年12月 - ケーオーホテルが閉館[7]。
- 2022年10月 - タイ日本食研株式会社設立。
- 2023年6月 - 日本食研グローバル株式会社設立。

## 事業所

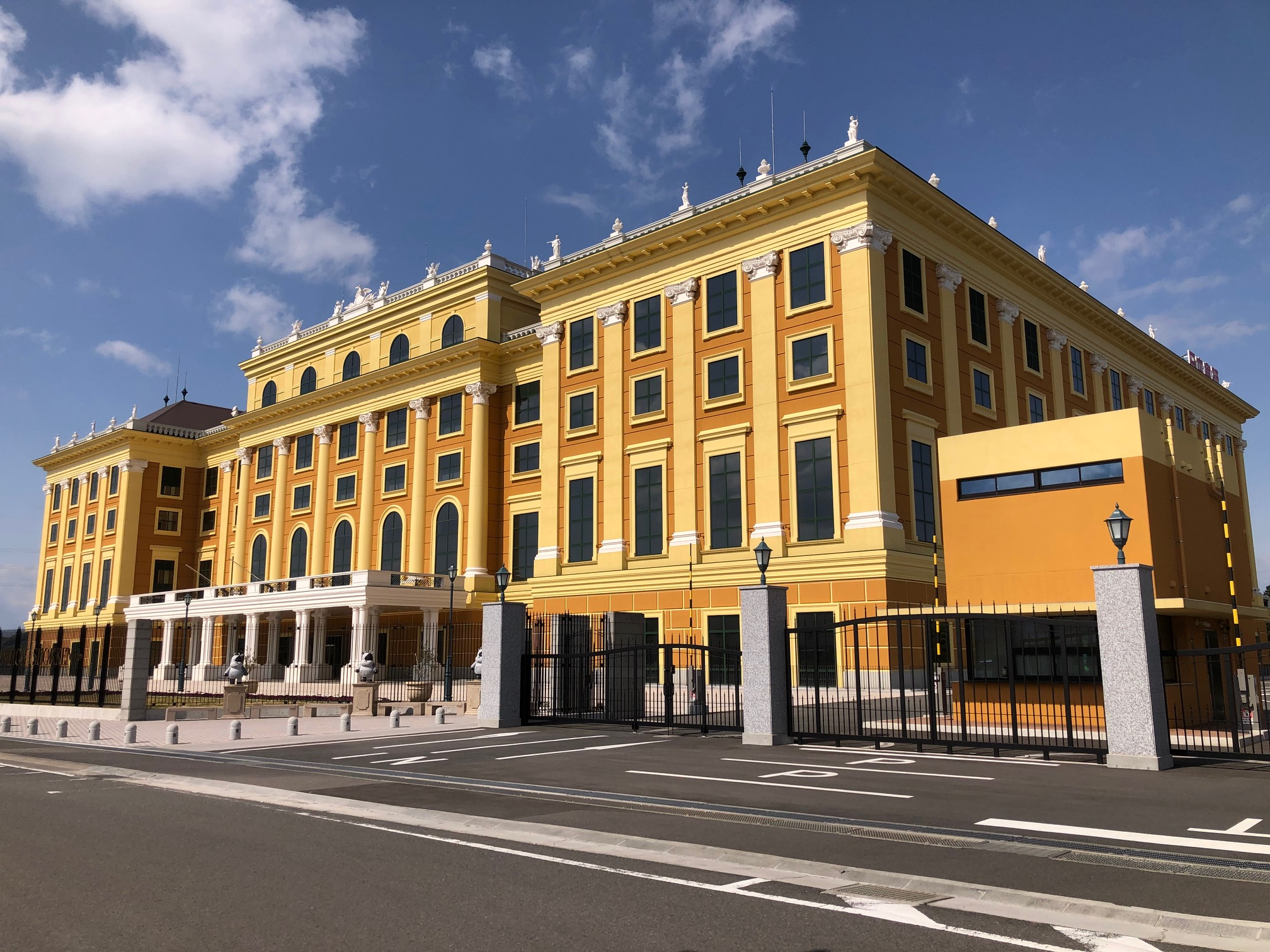
シェーンブルン宮殿工場

グループ合計で378カ所(国内326カ所/海外10カ国52カ所)の事業所を持つ。

### 日本食研ホールディングス
- 愛媛本社 - 愛媛県今治市富田新港1-3
- 千葉本社 - 千葉県印旛郡栄町矢口神明3-1
- 東京オフィス・東京開発センター - 東京都文京区後楽2-6-1 飯田橋ファーストタワー32階・33階
- 大阪開発センター - 大阪市淀川区宮原4-6-18 新大阪和幸ビル3階
- 四国物流センター - 愛媛県今治市東鳥生町5-26
- 先進技術研究所 - 愛媛県今治市富田新港1-3
- 海外拠点:香港・ソウル・シンガポール・バンコク・デュッセルドルフ・ロンドン・パリ・シドニー

### 日本食研
- 本社 - 愛媛県今治市富田新港1-3
- 東京支社 -　東京都文京区後楽2-6-1 飯田橋ファーストタワー32階
- 名古屋支社 - 名古屋市中村区名駅南1-11-5 エステート名古屋ビル3階
- 大阪支社 - 大阪市淀川区宮原4-6-18 新大阪和幸ビル3階

### 日本食研製造
- 本社・KO宮殿工場・ハム研究工場 - 愛媛県今治市富田新港1-3
- シェーンブルン宮殿工場 - 愛媛県今治市クリエイティブヒルズ2-1
- 千葉工場 - 千葉県印旛郡栄町矢口神明3-1

## 主な商品

### 家庭用
- タレ
  - 「晩餐館」シリーズ
  - しょうが焼のたれ
  - 「宮殿」シリーズ（KO宮殿工場で製造）
  - トンテキの素
  - ローストビーフの素
- 揚げ粉
  - から揚げの素
  - から揚げ作り
  - チキン南蛮
  - 油淋鶏
  - 鶏ムネ肉の味噌マヨソース
- ソース
  - ハンバーグソース
  - ステーキソース
- サラダドレッシング
  - ソラドレ
  - ザ・ドレッシング
- 菓子・おつまみ（青果献立倶楽部）
- ハム
- ソーセージ

### 業務用
- 液体調味料
  - 焼肉のたれ彩
- 粉体調味料
  - から揚げの素No.1
  - 香草ミックス
- 食研ブランド
- 食研仕込ブランド
- 小袋
- 加工調理食品

## 宣伝活動

### テレビCMのキャラクター・タレント
日本食研は愛媛ローカル時代からテレビCMなどで積極的な宣伝活動を行ってきており、全国ネット昇格後、特に1990年代以降はオリジナルキャラクター「バンコ」を擁した『晩餐館』のCMが頻繁に流れるようになり、一躍有名となった。
「バンコ」は以前、「バン」「サン」「カン」と3頭それぞれに名前があったが、『さんまのナンでもダービー』内で明石家さんまから「バンコ、バンコ!」と呼ばれていたことから、そのまま「バンコ」が名前となり、個別名ではなく全員の種族名となった。
公式サイトで配布されている壁紙で確認できる限り、夫は人間のようである。また仔牛の姿をした子供が3頭いる。
「焼肉焼いても家焼くな」など独特のギャグCMが印象的な広告主である。
なお、CMの最後には子供の声による「にほんしょっけん」のサウンドロゴが流れる。小学生時代の坂田めぐみ（「おかあさんといっしょ」の7代目うたのおにいさん・坂田おさむの娘）が声を担当した物が現在も使われている。
現在放送中のCM出演者
- バンコ（1992年4月 - 2006年9月、2013年1月 - ）
  - 特に『さんまのナンでもダービー』では番組内で行われるレースに度々出場した。
  - また、2000年4月 - 2003年1月はBSE（狂牛病）問題のため出演を自粛、代わりにささきいさおの壮大な歌声に乗せた「焙煎にんにく」のCMを放送（ただしバンコは最後に少し登場していた）。
  - 「新どっちの料理ショー」最終回まで放送。
- 煮込んでおいしいハンバーグソース（2005年1月 - ）
  - CMソング「お腹グーグー♪〜煮込んでグーグー♪〜」は、同社実業団歌手兼国際歌手で歌う宣伝広告課長の異名を持つ伊藤嘉晃が歌っている。
- 焼肉のたれ 宮殿（2007年2月 - ）
  - KO宮殿工場でロケを行ったこのCMの出演者は全て日本食研社員総勢100人以上で、王様役は同社取締役の一人が扮している。また、大沢社長（当時）も出演しており、CMの最後に「日本食研の社長」と表示されている。
- から揚げ作り（2010年 - ）
  - 主に運動会シーズンの春と秋のみに放送。

過去のCM出演者
- 小松原庸子（フラメンコダンサー、1979年 - 1980年） - 日本食研の第1号テレビCM。
- 片岡和文（当時研究部、元・常務取締役研究本部長、1982年）
- 早坂あきよ（1985年 - 1986年）
- 石田えり（1988年 - 1991年） - 晩餐館発売当時のイメージキャラクター。
- シェイプUPガールズ（1994年 - 1995年） - 「はつらつ館のいきいきサラダ」
- 伊藤嘉晃（1996年 - ） - 「バランスデイト」モノクロCM。日本食研の社員であり、日本初の実業団歌手兼国際歌手。
- マルチナ・ヒンギス（1998年 - 2000年） - 「バランスデイト」
- ソラ♪ドレファミリー（2006年10月 - ） - 「空と大地のドレッシング」
- 大橋のぞみ（2009年） - 野菜炒め作りのTVCMキャラクター。
- 香川照之・相築あきこ（2016年 - ）

ほか

### コマーシャルソング
「バンコ」出演時に流れていたコマーシャルソングは若干のアレンジを加えた上で「カンカンカンカン・バンサンカン」（作詞：石井達矢、作曲：楠木勇有行）として1993年10月21日にソニーレコードからシングルCDとして発売され、発売2か月半で1万枚以上を売り上げるヒットとなった。CDの歌手名義は「バンちゃん、サンちゃん、カンちゃん」とされているが、実際にCDで歌唱しているのはプロのコーラス歌手。またCMでは普通の主婦が歌っている。
煮込んでおいしいハンバーグソースのCMソング「お腹グーグー♪〜煮込んでグーグー♪〜」は、同社実業団歌手で同社宣伝広告課長の伊藤嘉晃が歌っており、2009年からは2と5のつく日は煮込みハンバーグの日としてCPを展開中。

### 提供番組（過去のも含む）
- テレビにおける全国ネットの提供クレジットとしては4月から9月までである。なお、2015年9月末まででは全国ネットのスポンサーは「上沼恵美子のおしゃべりクッキング」のヒッチハイク務めていた。同年10月以降、行っていなかったが、2022年9月現在下記の番組に提供している。基本的にスポットCM中心。

- スーパー戦隊シリーズ（テレビ朝日系列、2023年以降、4月から9月まで。）
- ひみつのアイプリ(テレビ東京系列)
- 1億人の大質問!?笑ってコラえて!（日本テレビ系列）2022年7月から9月までの3ヶ月間。
- 上沼恵美子のおしゃべりクッキング（テレビ朝日系列・朝日放送制作、ヒッチハイク。後継はみすずコーポレーション）
- せやねん!（毎日放送制作、関西ローカル・2018年4月現在も提供中）
- 衝撃速報!アカルイ☆ミライ（TBS系列・毎日放送制作・2012年4月22日〜9月16日）※2012年4月8日放送の「爆笑問題の世界の日本人妻は見た!海外生活真相リポート」から提供開始。
- 炎の体育会TV（TBS系列、2012年7月〜9月・月曜時代）
- なんかいNEWS（南海放送）
- 笑点（南海放送）※番組自体は日本テレビ製作の全国ネット番組だが、40分枠時代にローカルスポンサーとして参加。
- NNNきょうの出来事（日本テレビ系列）
- どっちの料理ショー（日本テレビ系列・読売テレビ制作）
- ディスカバリー・エンターテインメント 秘密のケンミンSHOW極（日本テレビ系列・読売テレビ制作）
- 金曜ロードショー（日本テレビ系列）
- 名探偵コナン（日本テレビ系列・読売テレビ制作）
- 土曜ワイド劇場（テレビ朝日系列）
- ビートたけしのTVタックル（テレビ朝日系列）
- さんまのナンでもダービー（テレビ朝日系列）
- 怪談レストラン（テレビ朝日系列）
- ドラえもん（2005年版）（テレビ朝日系列）
- クレヨンしんちゃん（テレビ朝日系列）
- 速報!スポーツLIVE（テレビ朝日系列）
- ナニコレ珍百景（テレビ朝日系列、2010年4月から9月まで）
- 報道STATION（テレビ朝日系列、2009年4月から2011年3月まで、木曜日のみ。）
- FNNスーパータイム（フジテレビ系列）
- ワールドビジネスサテライト（テレビ東京系列）
- 開運!なんでも鑑定団（テレビ東京系列・関東ローカル、2011年4月より9月まで）
- BLEACH（テレビ東京系列、2005年から2007年まで、4月から9月まで。）
- 銀魂（テレビ東京系列、2007年から2009年まで、4月から6月まで。）
- ソウルイーター（テレビ東京系列）
- しゅごキャラ！（テレビ東京系列、2008年から2010年まで、10月から翌年3月まで。）
- イナズマイレブン（テレビ東京系列、2009年から2010年まで、4月から9月まで。）
- メルヘヴン（テレビ東京系列、2005年から2006年まで、4月から6月まで。）
- ハヤテのごとく！（テレビ東京系列、2007年4月から6月まで降板。）
- アイカツ!（テレビ東京系列、2013年から2015年まで、4月から6月まで。）
- ジュエルペット（テレビ東京系列・テレビ大阪制作）
- ミュークルドリーミー（テレビ東京系列）
- やじうまテレビ!（鹿児島放送）
- EBCニュース（テレビ愛媛）
- 関口宏の東京フレンドパークII（TBS系列）
- はなまるマーケット（TBS系列、2005年4月〜2007年9月）
- 人気もん!（テレビ新広島、岡山放送、山陰中央テレビジョン放送、山口放送）番組終了後にはヒッチハイクとして15秒CMで放送される。
- 朝だ!生です旅サラダ（テレビ朝日系列・朝日放送制作）
- プリキュアシリーズ（テレビ朝日系列・朝日放送制作、2007年から2010年まで。）
- サタナビっ! Happy&Smile（秋田朝日放送 以前は30秒提供だったが、2010年10月から60秒提供となり、当番組の筆頭スポンサーの一つに。ただし、2021年10月から2024年3月までは筆頭スポンサーから一旦降板していたが、2024年4月より再び登板となった）
- TKUスーパーニュースぴゅあピュア（テレビ熊本）
- 英太郎のかたらんね（テレビ熊本）
- バンコのバンゴハン（北海道文化放送、九州朝日放送、福島テレビ、テレビ愛媛）同社社員で自社制作しているオリジナル料理情報番組
  - 出演：バンコ、伊藤嘉晃（同社宣伝広告課長・実業団歌手・歌う宣伝広告課長）
- ブリンぶりん家（TBS系列・毎日放送制作）
- ダウトをさがせ!（TBS系列・毎日放送制作）
- 近藤正臣の味覚人情報（TBS系列・毎日放送制作）
- たけし・所のドラキュラが狙ってる!（TBS系列・毎日放送制作、1992年10月から1995年3月まで。）
- 世界ウルルン滞在記（TBS系列・毎日放送制作、同年4月から1996年3月まで。）
- たかじん・ナオコのシャベッタリーノ!（TBS系列・毎日放送制作、1996年4月から1997年3月まで。）
- 3丁目のタマ うちのタマ知りませんか?（TBS系列・毎日放送制作）
- ドラマ30（TBS系列・毎日放送・中部日本放送交互制作、2005年4月から2008年3月まで）
- 金バク!（岡山放送）
- ナマ・イキVOICE（鹿児島テレビ放送）

ほか

## グループ会社
- 日本食研株式会社（営業部門担当会社）
- 日本食研製造株式会社（製造部門担当会社）
- 株式会社ケーオー事務所
- 日本食研不動産株式会社
- 日本食研アセット株式会社
- ケーオー産業株式会社（卸売事業等）
- ケーオーアップ株式会社（広告代理店・デザイン企画事業等）
- 株式会社ケーオーホテル（ホテル事業等）（2020年閉館）
- ケーオーホーム株式会社
- 日本食研スマイルパートナーズ株式会社
- 日本食研グローバル株式会社
- 米国ニッポン食研株式会社（Nippon Shokken U.S.A. Inc.）
- 蘇州食研食品有限公司
- 台湾食研食品股份有限公司
- 食研食品(中国)有限公司
- タイ日本食研株式会社

## スポーツ
- トライアスロン部
- カッター部
- ゴルフ部
- ボウリング部

## その他
- 今治市では国際化に対応できる人材育成を目的に日本食研（現:日本食研ホールディングス）が市に寄付した1億5千万円で基金を運営し、2002年より市内の小中学生をオーストリアに派遣している[9]。基金が廃止となった2023年度までに16回にわたって計400人を派遣した[9]。
- 「恋愛や結婚などで社員同士が仲良くなれば、企業の団結力が高まり、生産性の向上にもつながるという、創業者である大沢一彦の考えから社内結婚を応援する風土作りがなされている[10]。「社内結婚ハッピー手当」というユニークな制度が設けられており、社内結婚の夫婦に対して、毎月1000円を給付している（けんかをした月は、社員自ら申請して手当てをゼロにする決まりとなっている）[11]。また愛媛本社内には「社内結婚神社」が建立されている。2013年5月31日現在、554組の社内カップルが誕生している[10]。